# Hippadenella margaritifera
Hippadenella margaritifera är en mossdjursart som först beskrevs av Jean René Constant Quoy och Joseph Paul Gaimard 1824.  Hippadenella margaritifera ingår i släktet Hippadenella, ordningen Cheilostomatida, klassen Gymnolaemata, fylumet mossdjur och riket djur. Inga underarter finns listade i Catalogue of Life.